# 宮本又次
宮本 又次（みやもと またじ、1907年3月5日 - 1991年3月12日）は、日本の歴史学者。専攻は、日本経済史・近世商業史。経済学博士（九州大学）。大阪大学名誉教授。日本学士院会員。文化功労者。

## 人物
大阪府大阪市生まれ。旧制大阪府立市岡中学校、大阪外国語学校仏語部を経て、1931年（昭和6年）京都帝国大学経済学部卒業、同大学院修了。同大学助手、日本経済史研究所を経て、1939年（昭和14年）彦根高等商業学校（現・滋賀大学経済学部）教授。
1942年（昭和17年）九州帝国大学助教授、1945年（昭和20年）同教授。1950年（昭和25年）九州大学より経済学博士の学位を取得、学位論文は「江戸時代問屋の研究」。1951年（昭和26年）大阪大学教授、1961年（昭和36年）大学附属図書館長、1963年（昭和38年）経済学部長、1970年（昭和45年）定年退官、名誉教授。退官後は関西学院大学、福山大学で教授を務めた。1975年（昭和50年）経営史学会会長。

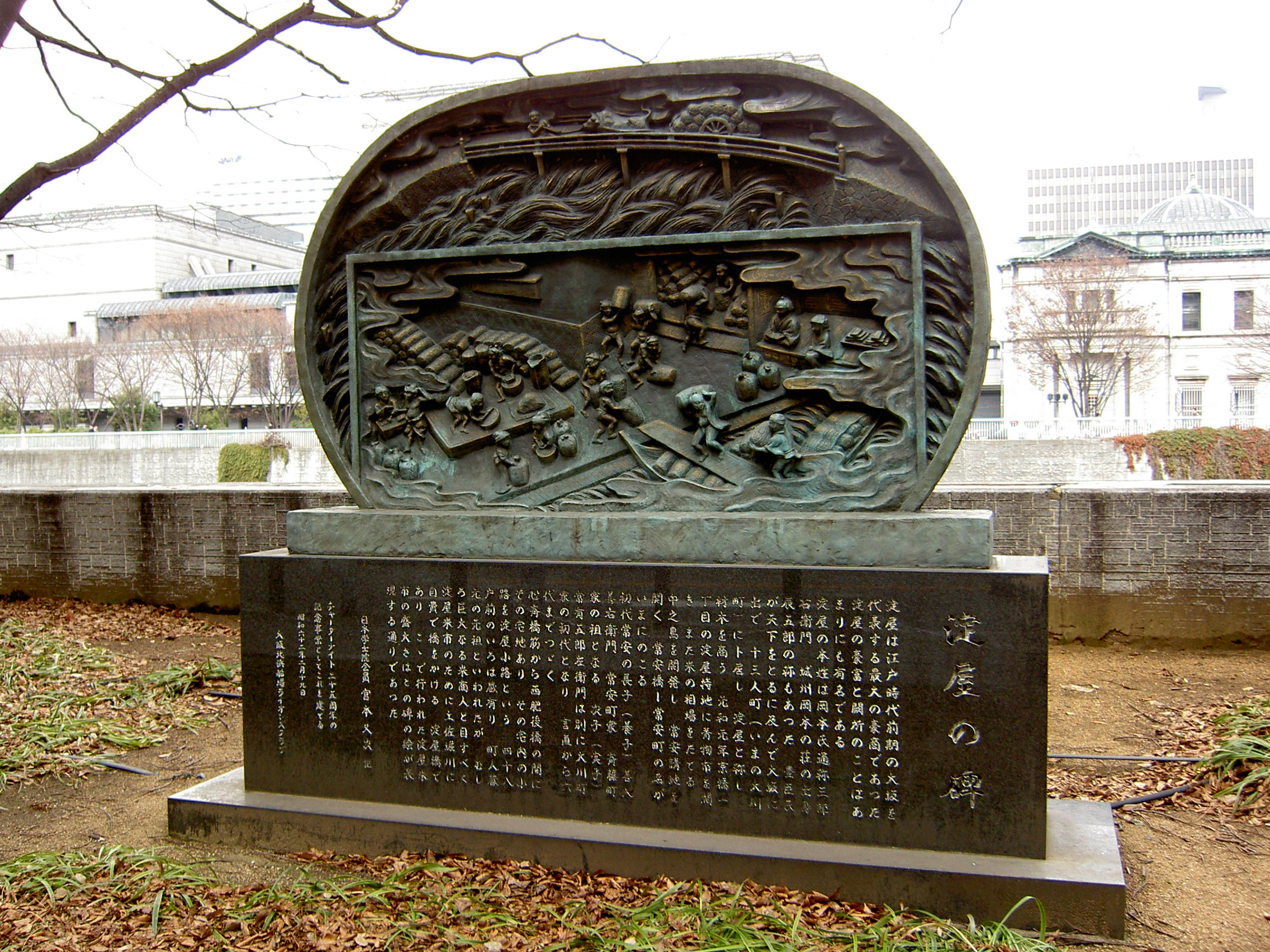
淀屋の碑（宮本又次による碑文、淀屋橋南詰西側）

第1回（1958年度）日経・経済図書文化賞を『大阪町人』『大阪商人 : 続大阪町人』で受賞。1967年（昭和42年）『関西と関東』で日本エッセイスト・クラブ賞、1971年（昭和46年）『小野組の研究』で恩賜賞・日本学士院賞受賞。1979年（昭和54年）日本学士院会員、1988年（昭和63年）文化功労者。大阪の地誌、風土記、また豪商列伝のような一般書まで、著作の量は厖大であり、著作集全10巻がある。1982年（昭和57年）1月には講書始の儀に招かれ「近世商人の経営理念」を進講する。また同年に放送されたNHK大河ドラマ『峠の群像』の監修を務めた。

長男の宮本又郎も日本経済史の研究者。

## 栄典
- 1978年（昭和53年）4月29日 - 勲二等瑞宝章[6]
- 1991年（平成3年）3月12日 - 従三位[7]

## 著書

### 単著
- 『株仲間の研究』有斐閣（日本経済史研究所研究叢書）1938年
- 『フランス経済史概説』有斐閣（日本経済史研究所研究叢書）1942年
- 『あきなひと商人』ダイヤモンド社、1942年
- 『日本商業史』竜吟社（日本経済史叢書）1943年
- 『日本経済史講話』ダイヤモンド社、1946年
- 『経済史上の明治維新』大八洲出版、1947年
- 『歴史と経済社会』巌松堂書店（経済社会史の研究その1）1947年
- 『日本封建主義の再出発 近世初頭の経済政策』大八洲出版、1948年
- 『商業と商人』三省堂出版（社会科文庫）1949年
- 『日本近世問屋制の研究 近世問屋制の形成』刀江書院、1951年、『続日本近世問屋制の研究 近世問屋制の転形』三和書房、1954年／『日本近世問屋制の研究』刀江書院、1971年
- 『近代資本主義の生成』松山商科大学消費組合、1952年
- 『日本商業史概論』世界思想社、1954年
- 『概説日本経済史』日本評論新社、1956年
- 『西欧の史的回想 経済と歴史との交錯』日本評論新社、1956年
- 『大阪』至文堂（日本歴史新書）1957年
- 『大阪町人』弘文堂（アテネ新書）1957年
- 『日本ギルドの解放 明治維新と株仲間』有斐閣（大阪大学経済学部社会経済研究室研究叢書）1957年
- 『大阪商人 続大阪町人』弘文堂（アテネ新書）1958年／『大阪商人』講談社（講談社学術文庫） 2010年
- 『鴻池善右衛門』吉川弘文館（人物叢書）1958年 〈新装版〉1986年　ISBN　9784642050463。オンデマンド版　2021年　ISBN　9784642750462
- 『ギリシヤ社会経済史』弘文堂（アテネ新書）1958年
- 『九州』弘文堂（風土記経済史）1959年
- 『大阪町人論』ミネルヴァ書房、1959年
- 『府県史誌の編集について』大阪府史編集資料室、1959年
- 『大阪人物誌 大阪を築いた人』弘文堂（アテネ新書）1960年
- 『フランス経済史学史』ミネルヴァ書房、1961年
- 『大阪今昔 町と人』社会思想社（現代教養文庫）1962年
- 『金づくり列伝』日本経済新聞社、1962年／『豪商 日本の町人』（日経新書）1970年／『豪商列伝』講談社（講談社学術文庫）2003年
- 『経済社会史論考』三和書房、1964年
- 『大阪商人・その土性骨のうつりかわり』中外書房、1968年
- 『小野組の研究』〔全4巻〕新生社、1970年
- 『近世商人風土記』日本評論社、1971年
- 『明治前期経済史の研究』清文堂出版、1971年
- 『関西文明と風土』至誠堂（至誠堂新書）1971年
- 『企業にしひがし 経営風土と企業家像』日本経済新聞社、1973年
- 『大阪の風俗』毎日放送、1973年
- 『大阪繁昌記』新和出版、1973年
- 『江戸札差と住友家』住友銀行行史編纂委員会、1975年
- 『宮本又次著作集』〔全10巻〕講談社、1977-78年
- 『私の研究遍歴 経済史・経営史・郷土史』大原新生社、1978年
- 『近世日本経営史論考』東洋文化社、1979年
- 『大阪文化史論』文献出版、1979年
- 『大阪経済文化史談義』文献出版、1980年
- 『五代友厚伝』有斐閣、1981年
- 『難波潟吹き寄せ』大原新生社、1981年
- 『町人社会の学芸と懐徳堂』文献出版、1982年
- 『町人社会の人間群像』ぺりかん社、1982年
- 『日本町人道の研究 商人心の原点を探る』PHP研究所、1982年
- 『先学追慕』思文閣出版、1982年
- 『大阪経済人と文化』実務出版、1983年
- 『浪速津夕映え』清文堂出版、1984年
- 『近世大阪の経済と町制』文献出版、1985年
- 『近代大阪の展開と人物誌』文献出版、1986年
- 『近世なにわ商人の風習と年中行事』文献出版、1988年
- 『住友家の家訓と金融史の研究』同文館出版、1988年
- 『随想大阪繁盛録』文献出版、1991年

- 『近世商業組織の研究』有斐閣（日本商業史の研究その1）1939年
- 『近世商人意識の研究 家訓及店則と日本商人道』有斐閣（日本商業史の研究その2）1941年
- 『近世商業経営の研究』大八洲出版（日本商業史の研究その3）1948年
- 『経済社会史序説』三和書房（西洋経済社会史第1分冊）1953年
- 『古典古代の盛衰』三和書房（西洋経済社会史第2分冊）1952年
- 『大阪商人太平記 明治維新篇』創元社、1960年
- 『大阪商人太平記 明治中期篇』創元社、1961年
- 『大阪商人太平記 明治後期篇 上』創元社、1962年
- 『大阪商人太平記 明治後期篇 下』創元社、1963年
- 『大阪商人太平記 大正篇 上』創元社、1964年
- 『船場』ミネルヴァ書房（風土記大阪第1集）1960年
- 『キタ 中之島・堂島・曽根崎・梅田』ミネルヴァ書房（風土記大阪第2集）1964年
- 『てんま 界隈』大阪天満宮（風土記大阪第3集）1977年
- 『関西と関東』青蛙房（青蛙選書）1966年／文藝春秋（文春学藝ライブラリー）2014年
- 『上方と坂東』青蛙房（青蛙選書）1969年
- 『京阪と江戸』青蛙房（青蛙選書）1974年

### 編著
- 『九州経済史研究』三和書房（経済史研究第1集）1953年
- 『農村構造の史的分析』日本評論新社（経済史研究第2集）1955年
- 『九州経済史論集』〔全３巻〕福岡商工会議所、1954-58年
- 『藩社会の研究』ミネルヴァ書房、1960年
- 『大阪の研究』〔全5巻〕清文堂出版、1967-70年
- 『上方の研究』〔全5巻〕清文堂出版、1972-77年
- 『日本経済史』青林書院新社（基礎経済学大系5）1977年

### 共著
- 『大阪文化史 経済と法制』石井良助共著、有斐閣、1955年
- 『経済変動の歴史的研究』合田裕作共著、有斐閣、1965年
- 『日本的経営とは何か』岡本幸雄共著、雄渾社、1968年
- 『日本貿易人の系譜 総合商社への道のり』内田勝敏共著、有斐閣（有斐閣選書）1980年